# نورامارغ (أرارات)
مدينة نورامارغ (بالأرمينية:Նորամարգ) (بالإنجليزية: Noramarg)‏ هي إحدى المدن التابعة لمقاطعة أرارات في أرمينيا. يقدر عدد سكانها بـ 1794 نسمة حسب الإحصاء الذي جرى عام 2011.